# Somatostatin
Somatostatin ali zaviralni hormon somatotropina (angleško growth hormone inhibiting hormone, kratica GHIH) je sestavljen iz 14 aminokislin in ga izločajo nevrosekretorne celice v področju periventrikuralnega in preoptičnega jedra hipotalamusa, od koder potekajo povezave v eminentio mediano; izločajo ga tudi druga področja hipotalamusa, ki pošiljajo nevrone v druge predele možganov, kjer somatostatin deluje kot nevromodulator.
Vloge
- zavira izločanje somatoliberina
- zavira izločanje TSH
- zavira izločanje inzulina
- zavira izločanje pankreasnega polipeptida
- zavira izločanje drugih hormonov (ACTH, gastrin, CCK, GIP, sekretin, VIP, motilin, enteroglukagon)

Pankreasni somatostatin
- nastaja v Langerhansovih otočkih
- pospešuje izločanje želodčne HCl
- uravnava praznenje želodca
- vpliva na izločanje prebavnih sokov pankreasa
- vpliva na širjenje krvnih žil v področju splanhikusa